# Giacomo Giuseppe Beltritti
Giacomo Giuseppe Beltritti (ur. 23 grudnia 1910, zm. 1 listopada 1992) - był łacińskim patriarchą Jerozolimy od 25 listopada 1970 do 11 grudnia 1987, kiedy udał się na emeryturę stając się emerytowanym Patriarchą Jerozolimy.
Zmarł 1 listopada 1992 roku. Pochowany w Konkatedrze Najświętszego Imienia Jezus w Jerozolimie.